# Malay-le-Grand
Malay-le-Grand (localement Mâlay-Le-Grand) est une commune française située dans le département de l'Yonne (89) et la région de Bourgogne-Franche-Comté. Au dernier recensement de 2022, Malay-le-Grand comptait 1 635 habitants. Son altitude maximale est de 221 mètres.
Ses habitants sont appelés les Malaysiens.

## Géographie

### Situation, description
Mâlay-le-Grand est dans le nord du département de l'Yonne et le nord de la Bourgogne, à environ 4 km au sud-ouest du centre historique de Sens, sur la D660 menant à Troyes (62 km à l'ouest).
Le village, à environ 80 m d'altitude, se trouve dans la vallée de la Vanne, bordée au nord et au sud par des hauteurs menant à des plateaux qui avoisinent 200 m d'altitude.

### Voies de communication et transports
La D660 Sens-Troyes traverse le centre de la commune d'ouest en est ; c'était anciennement le chemin menant à Saint-Florentin et de là vers Bar-sur-Aube ou vers Tonnerre. La D225 traverse le nord de la commune.
Une ligne de transport en commun INTERCOM de Sens passe à Mâlay-le-Grand :
- Ligne 2 : Sens Garibaldi - Malay Pasteur ou Malay Route de Genève

### Hydrographie
La Vanne, affluent de l'Yonne en rive droite, arrose le bourg, coulant d'est en ouest. Le ruisseau de Mondereau, qui vient de Sens au nord-ouest, conflue avec la Vanne au bourg de Mâlay. Ce sont les principaux cours d'eau naturels traversant la commune.
L'aqueduc de la Vanne traverse aussi la commune, passant au nord de Mâlay. Venant des « sources d'Armentières » à Saint-Benoist-sur-Vanne (25 km à vol d'oiseau à l'ouest de Mâlay - l'acqueduc s'appelle à cet endroit l'acqueduc d'Armentières), il fournit Paris en eau, pour un trajet de quelque 110 km.

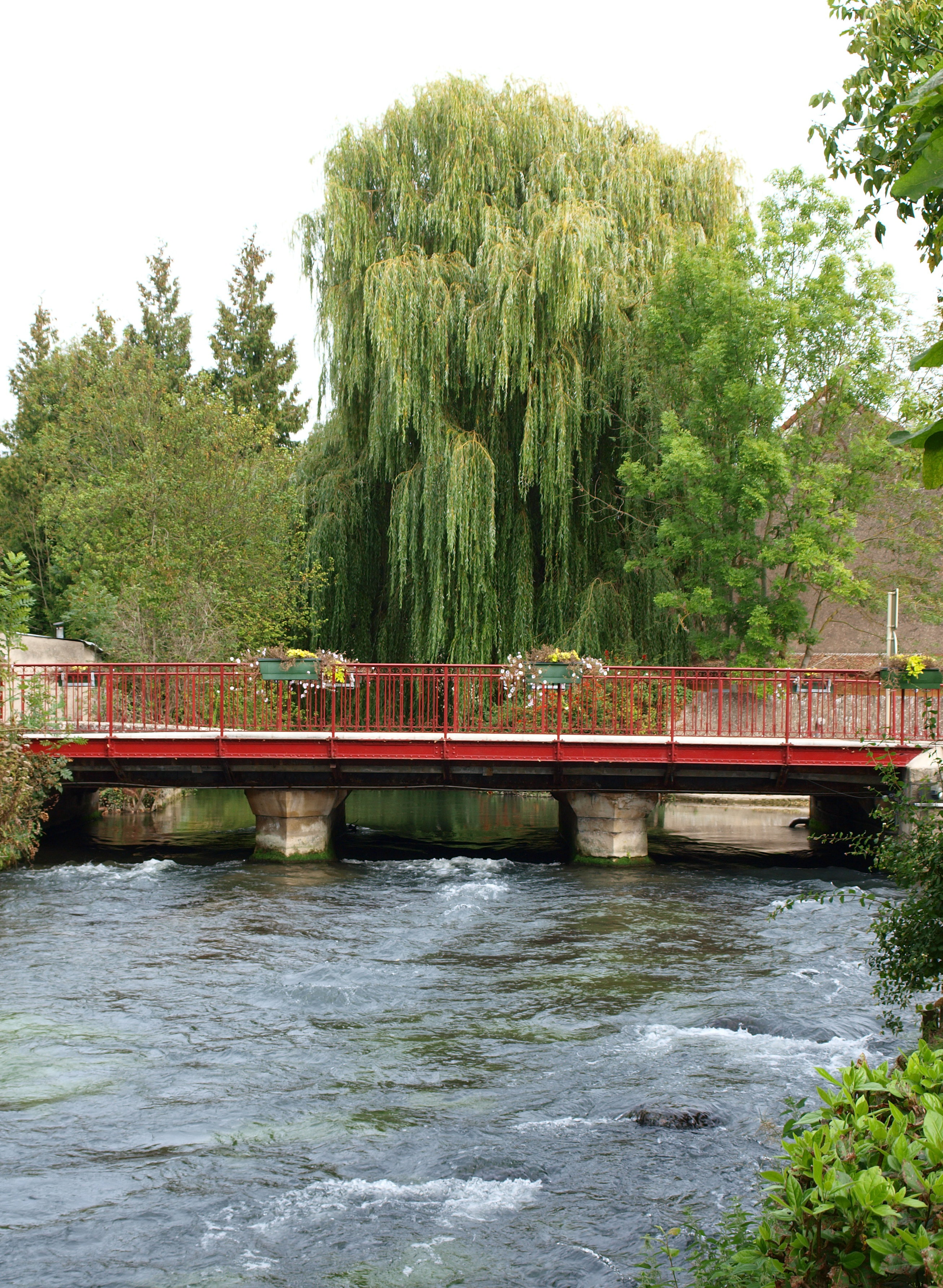
Pont sur la Vanne à l'extrémité sud de la rue de la République
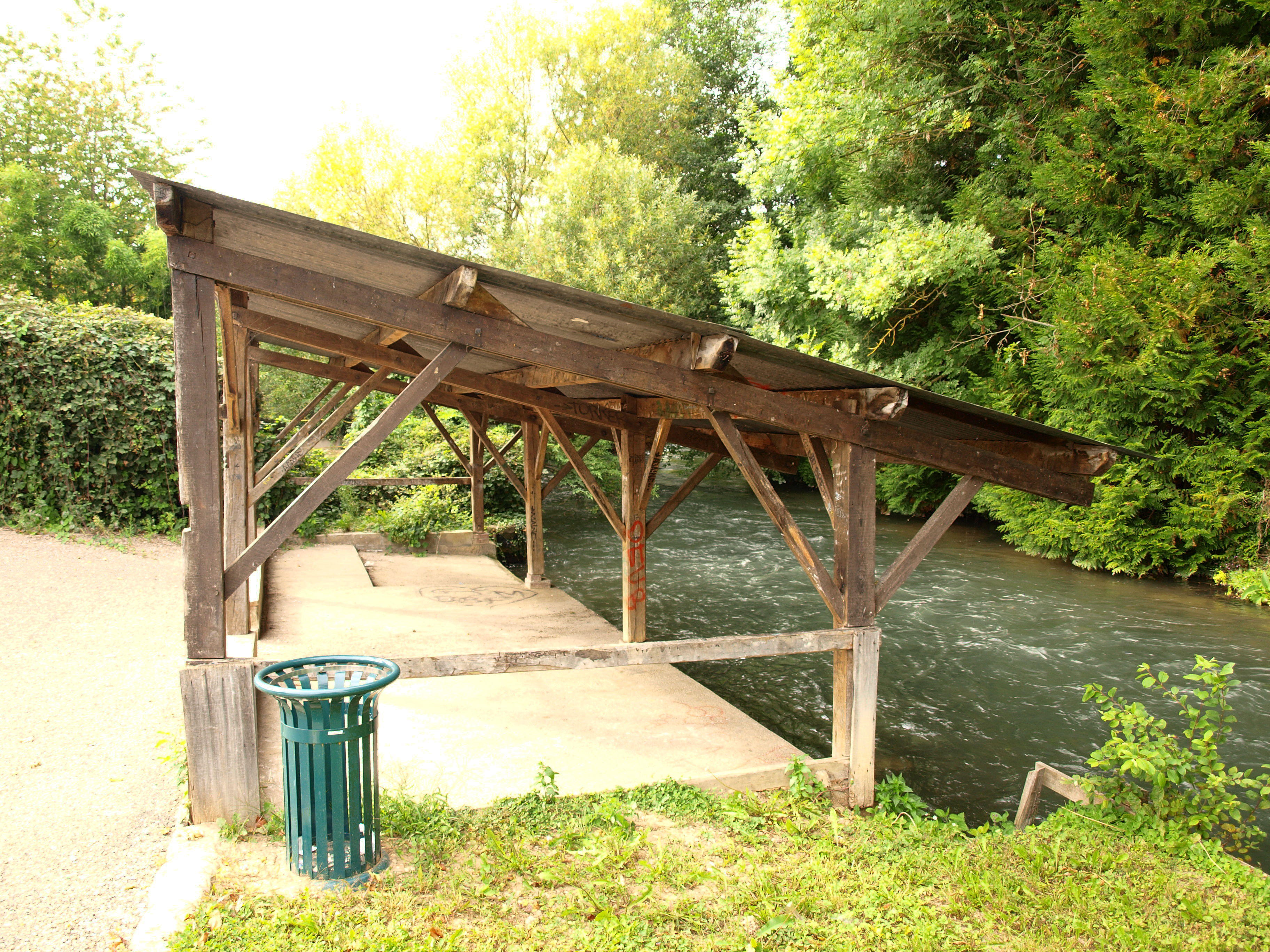
Le lavoir en 2014 avant restauration[Note 1]

### Climat
Pour des articles plus généraux, voir Climat de la Bourgogne-Franche-Comté et Climat de l'Yonne.
En 2010, le climat de la commune est de type climat océanique dégradé des plaines du Centre et du Nord, selon une étude du Centre national de la recherche scientifique s'appuyant sur une série de données couvrant la période 1971-2000. En 2020, Météo-France publie une typologie des climats de la France métropolitaine dans laquelle la commune est exposée à un climat océanique altéré et est dans la région climatique  Nord-est du bassin Parisien, caractérisée par un ensoleillement médiocre, une pluviométrie moyenne régulièrement répartie au cours de l’année et un hiver froid (3 °C). 
Pour la période 1971-2000, la température annuelle moyenne est de 11,2 °C, avec une amplitude thermique annuelle de 15,5 °C. Le cumul annuel moyen de précipitations est de 677 mm, avec 11,4 jours de précipitations en janvier et 7,3 jours en juillet. Pour la période 1991-2020, la température moyenne annuelle observée sur la station météorologique de Météo-France la plus proche, « Sens », sur la commune de Sens à 5 km à vol d'oiseau, est de 11,9 °C et le cumul annuel moyen de précipitations est de 644,7 mm. 
La température maximale relevée sur cette station est de 42,4 °C, atteinte le 25 juillet 2019 ; la température minimale est de −22,6 °C, atteinte le 14 février 1956,,. 
Les paramètres climatiques de la commune ont été estimés pour le milieu du siècle (2041-2070) selon différents scénarios d'émission de gaz à effet de serre à partir des nouvelles projections climatiques de référence DRIAS-2020. Ils sont consultables sur un site dédié publié par Météo-France en novembre 2022.

## Urbanisme

### Typologie
Au 1er janvier 2024, Malay-le-Grand est catégorisée bourg rural, selon la nouvelle grille communale de densité à sept niveaux définie par l'Insee en 2022.
Elle appartient à l'unité urbaine de Sens, une agglomération intra-départementale regroupant six  communes, dont elle est une commune de la banlieue,,. Par ailleurs la commune fait partie de l'aire d'attraction de Sens, dont elle est une commune de la couronne,. Cette aire, qui regroupe 65 communes, est catégorisée dans les aires de 50 000 à moins de 200 000 habitants,.

### Occupation des sols
L'occupation des sols de la commune, telle qu'elle ressort de la base de données européenne d’occupation biophysique des sols Corine Land Cover (CLC), est marquée par l'importance des territoires agricoles (47,8 % en 2018), en diminution par rapport à 1990 (50,5 %). La répartition détaillée en 2018 est la suivante : 
forêts (46,1 %), terres arables (39 %), zones agricoles hétérogènes (8,8 %), zones urbanisées (4,3 %), zones industrielles ou commerciales et réseaux de communication (1,8 %). L'évolution de l’occupation des sols de la commune et de ses infrastructures peut être observée sur les différentes représentations cartographiques du territoire : la carte de Cassini (XVIIIe siècle), la carte d'état-major (1820-1866) et les cartes ou photos aériennes de l'IGN pour la période actuelle (1950 à aujourd'hui).

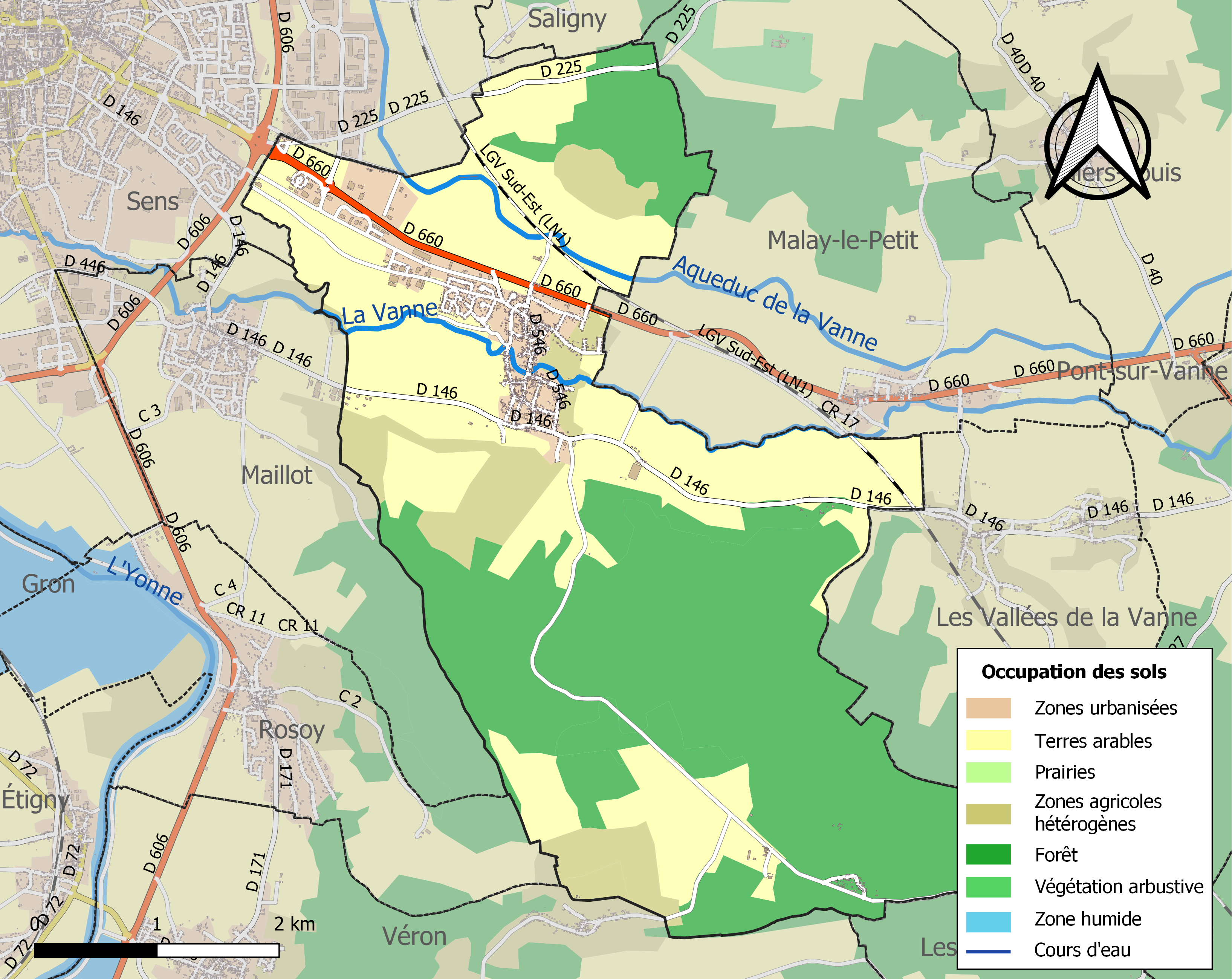
Carte des infrastructures et de l'occupation des sols de la commune en 2018 (CLC).

## Toponymie
Le village de Maslacius subterior est cité en 519.
En 1003, le village est désigné sous le nom de Masliacus Major (« grand Malay »).
En 1187, la dénomination de Mâlay-le-Grand devient Malaium Vice-comitis (Mâlay-le-Vicomte) jusqu'à la Révolution. Ce n'est qu'alors que Mâlay-le-Vicomte redevint Mâlay-le-Grand et que le village voisin Mâlay-le-Roi devint Malay-le-Petit.

## Histoire

### Protohistoire
Des vestiges ont été trouvés lors d'un sondage d'archéologie préventive vers le lieu-dit les Bas Musats,.

### Antiquité
Les vestiges d'un aqueduc gallo-romain ont été trouvés en 2014. Abandonné au IIIe siècle, ses matériaux ont été récupérés aux alentours des Musats et il n'en reste là que la partie basse. Appelé l'aqueduc Saint-Philbert, un manuscrit indique qu'il existait déjà en l'an 87, avec une capacité de 23 000 m3 par jour. De nos jours il serait visible seulement sur Mâlay-le-Grand.
Le lieu-dit les Pâquis a livré quelques éléments de poterie culinaire de la Tène D2b, produits localement et d'un caractère archaïque marqué ; ils voisinent avec des poteries importées à pâte et engobe micacé de « type Besançon » et des marmites et
couvercles à pâte claire et engobe micacé.
Noter aussi la présence de céramiques d’un groupe technique particulier, modelé et dégraissé de particules métalliques, de très bonne qualité. On les trouve dans la zone de la confluence Seine-Yonne et jamais plus au sud que la vallée de l'Yonne ; elles sont datées du IIe siècle.

### Moyen-Âge
Au VIIe siècle Mâlay est « un domaine royal à 1 lieue de la ville de Sens ». Le palais mérovingien est connu par des événements politiques majeurs, comme une assemblée de gouvernement autour de Clotaire II en 615, ainsi que l'élévation du petit Clovis II à la royauté de Neustrie et Bourgogne en 639. En 657 ou 658 saint Emmon, évêque de Sens, y convoque le concile de Mâlay,. En 679 Thierry III y convoque un grand concile judiciaire, auquel participèrent cinq évêques métropolitains. Des traces identifiées avec ce palais ont été mises au jour dans les années 1990. C'était un édifice rectangulaire en dur de près de 300 m2 avec une ou deux salles de plus de 200 m2, détruit vers le Xe siècle.
Ensuite, Malay-le-Grand sera Malay-le-Vicomte, par opposition à Malay-le-Roi, alias -le-Petit.
Le lieu-dit la Corvée a livré les restes d'un habitat du XIe siècle, le long de l'aqueduc gallo-romain de Sens. Ils couvrent une surface de plus de 100 m de long sur environ 25 m de large.

### Époque contemporaine
La commune disposait d'une gare qui se situait sur la ligne de Coolus à Sens, fermée au transport des voyageurs le 2 octobre 1938.

## Politique et administration

### Liste des maires
| Période    | Période   | Identité         | Étiquette | Qualité |
| ---------- | --------- | ---------------- | --------- | ------- |
| avant 1925 | ?         | M. Thonnellier   | PC-SFIC   |         |
| 1995       | mars 2008 | Francis Merat    |           |         |
| mars 2008  | juin 2016 | Guy Crost        |           |         |
| juin 2016  | En cours  | Séverine Mainvis |           |         |

## Démographie
L'évolution du nombre d'habitants est connue à travers les recensements de la population effectués dans la commune depuis 1793. Pour les communes de moins de 10 000 habitants, une enquête de recensement portant sur toute la population est réalisée tous les cinq ans, les populations de référence des années intermédiaires étant quant à elles estimées par interpolation ou extrapolation. Pour la commune, le premier recensement exhaustif entrant dans le cadre du nouveau dispositif a été réalisé en 2005.

En 2022, la commune comptait 1 635 habitants, en évolution de +5,96 % par rapport à 2016 (Yonne : −1,95 %, France hors Mayotte : +2,11 %).
| 1793 | 1800 | 1806 | 1821 | 1831 | 1836 | 1841 | 1846 | 1851 |
| ---- | ---- | ---- | ---- | ---- | ---- | ---- | ---- | ---- |
| 928  | 879  | 995  | 932  | 882  | 886  | 908  | 934  | 975  |

| 1856 | 1861 | 1866 | 1872 | 1876 | 1881 | 1886 | 1891 | 1896 |
| ---- | ---- | ---- | ---- | ---- | ---- | ---- | ---- | ---- |
| 921  | 949  | 950  | 930  | 907  | 890  | 907  | 860  | 849  |

| 1901 | 1906 | 1911 | 1921 | 1926 | 1931 | 1936 | 1946 | 1954 |
| ---- | ---- | ---- | ---- | ---- | ---- | ---- | ---- | ---- |
| 794  | 754  | 728  | 639  | 708  | 750  | 688  | 670  | 770  |

| 1962 | 1968 | 1975  | 1982  | 1990  | 1999  | 2005  | 2006  | 2010  |
| ---- | ---- | ----- | ----- | ----- | ----- | ----- | ----- | ----- |
| 811  | 781  | 1 029 | 1 206 | 1 419 | 1 538 | 1 573 | 1 569 | 1 510 |

| 2015  | 2020  | 2022  | - | - | - | - | - | - |
| ----- | ----- | ----- | - | - | - | - | - | - |
| 1 551 | 1 558 | 1 635 | - | - | - | - | - | - |

## Galerie

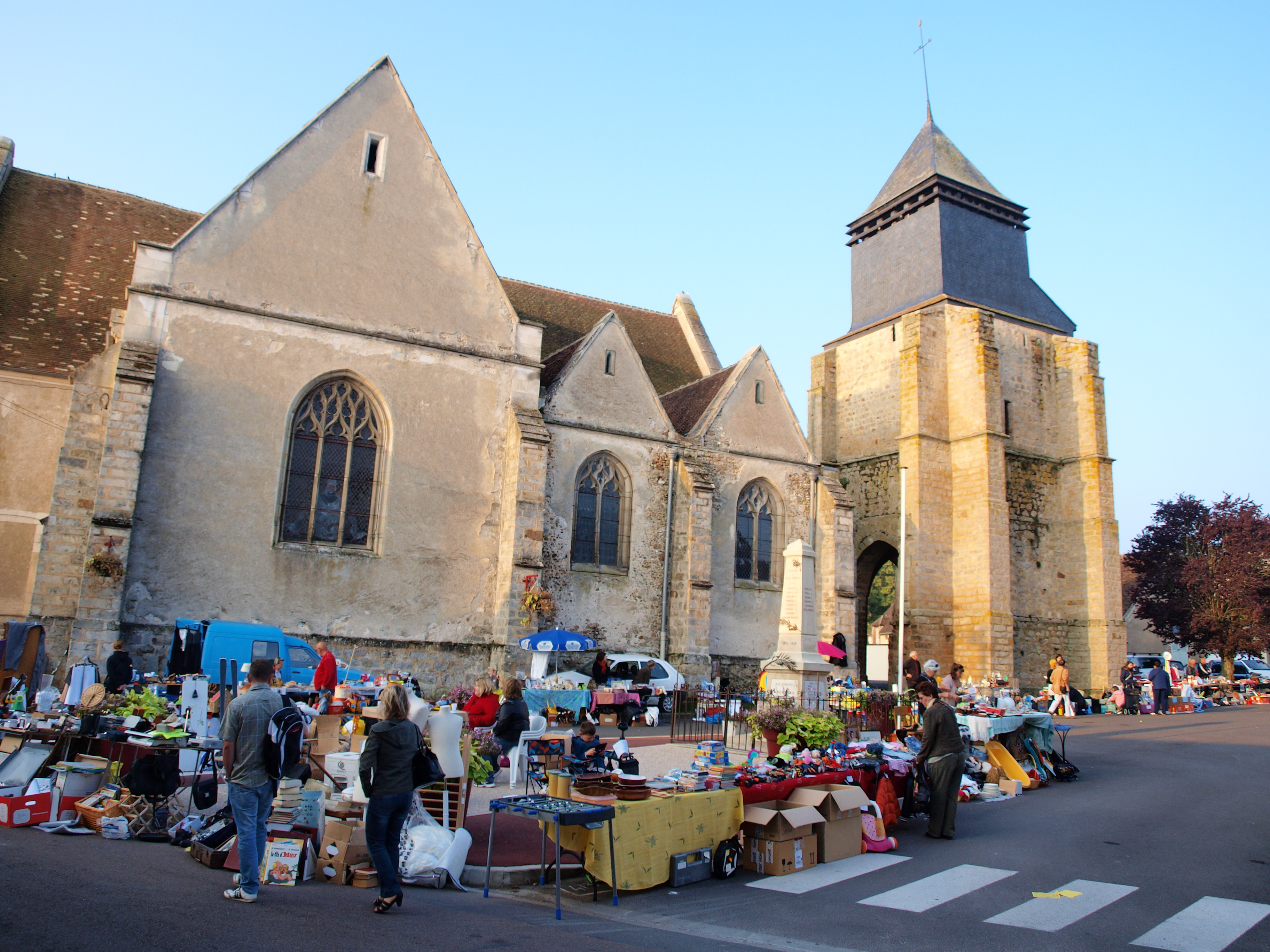
L'église Saint-Martin
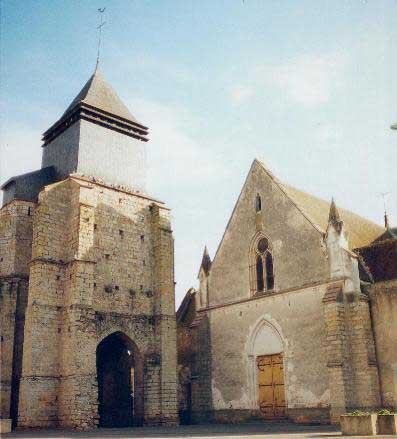
La tour-clocher à côté de l'église
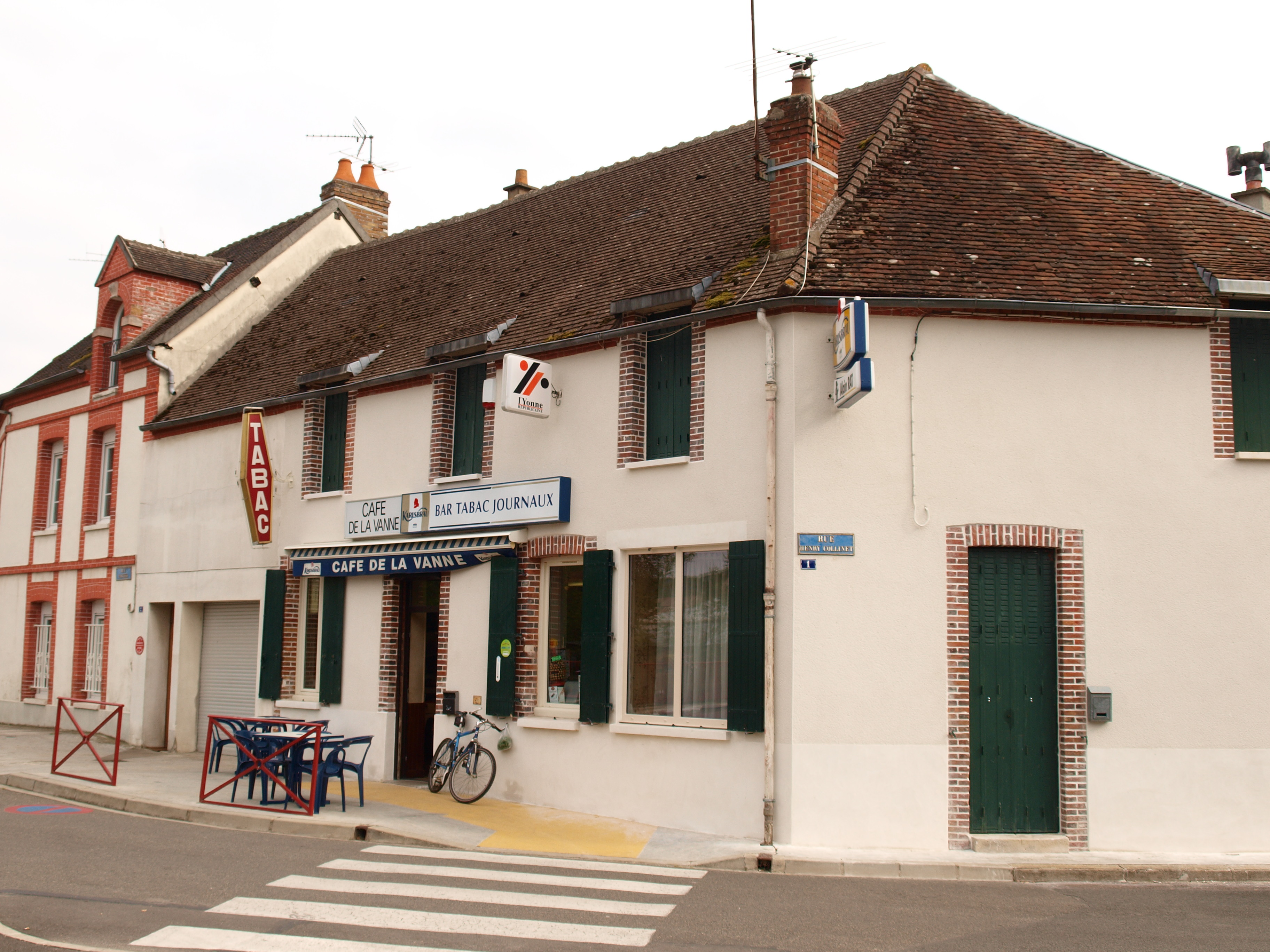
Le café de la Vanne.
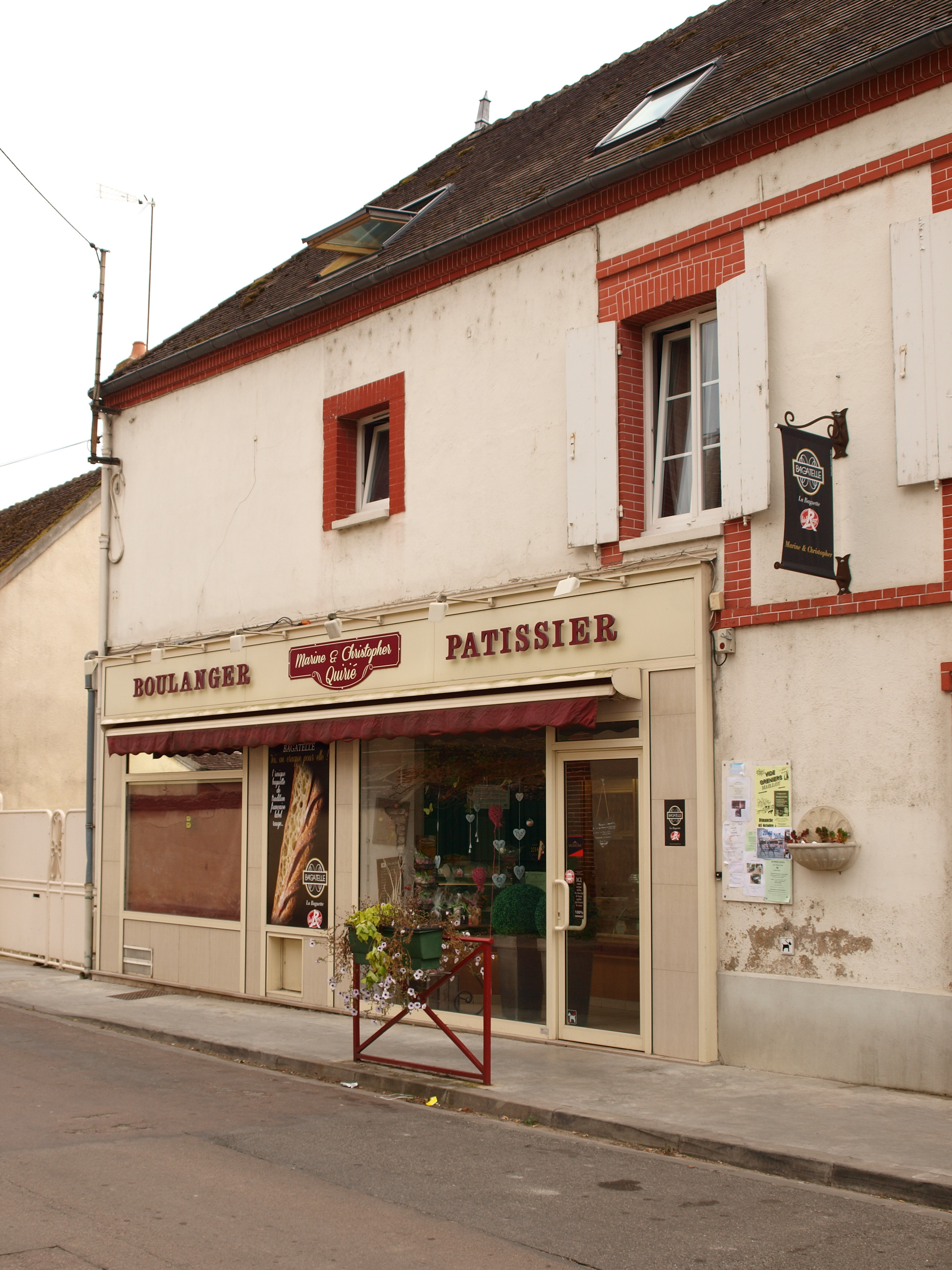
Boulangerie Quirié

### Lieux et monuments
- Le château de la Houssaye (fin XVe, remanié aux XVIe et XVIIe siècles) ; la cloche en bronze de sa chapelle, inscription « IHS MARIA Msr FRANCOIS DE BERBIZY CHEVALIER SEIGR DE LA HOUSSAIS MA FAICT FONDRE 1654 », classement au titre d'objet MH 23 septembre 1966.
- Les vestiges d'un aqueduc romain vers le lieu-dit la Foucauderie (3,8 km sud-est du bourg[32],[33]) et vers les Bas Musats (voir la section « Histoire > Antiquité »).
- La tour carrée du XVIe siècle flanquée de contreforts, attenante à l'église Saint-Martin de style ogival (1865).
- Lieu-dit La Mattre. En 1572, la maison du lieu est transformée en grange fortifiée pour des raisons de sécurité (attaque des Huguenots sur Sens y provoquant la destruction des faubourgs).

### Personnalités liées à la commune
- Saint Aignan, évêque d'Orléans, serait né à Mâlay-le-Grand.

## Pour approfondir